# Movimiento de pinza

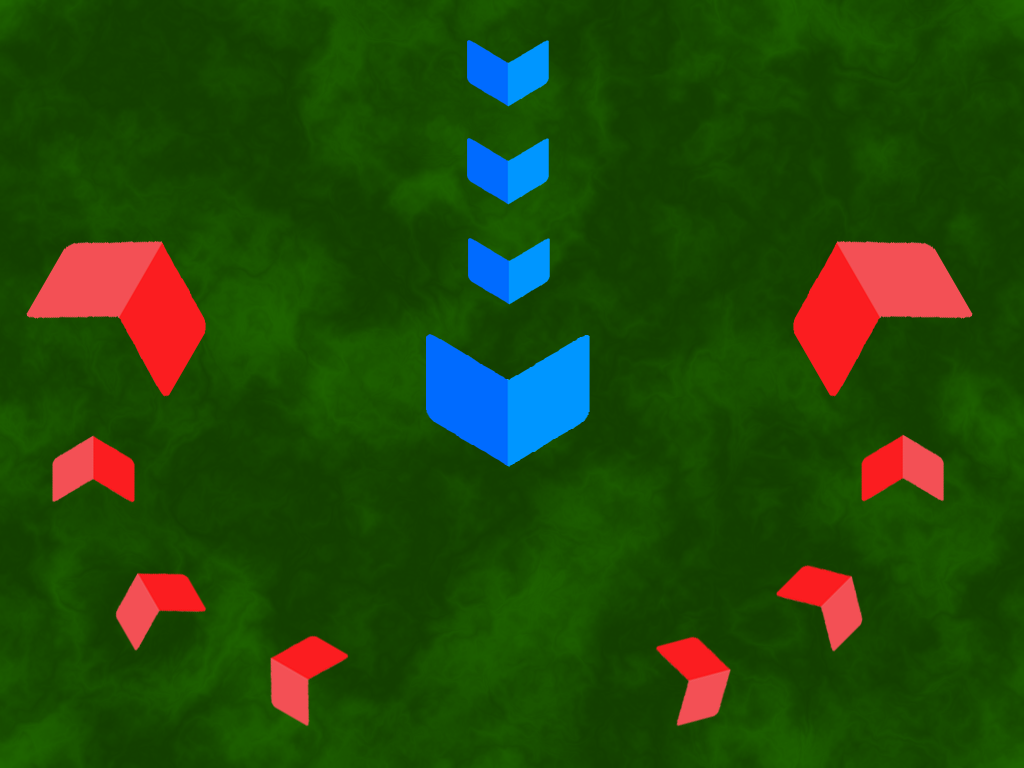
Movimiento de pinza: las unidades rojas se dirigen a los flancos de las unidades azules para detener su avance.

Esquema de la destrucción del ejército romano por los cartagineses bajo las órdenes de Aníbal en la batalla de Cannas.

El movimiento de pinza, o de doble embolsamiento, es un elemento básico de estrategia militar ampliamente utilizado en el campo de batalla. Ante el avance de uno de los bandos contendientes hacia el centro del frente del otro, este responde atacando los flancos del primero para rodearlo. Al mismo tiempo, una segunda columna de pinzas se dirige al área más externa de cada costado para tratar de evitar cualquier intento de refuerzo de la unidad amenazada.
En su mayor parte, el combate de infantería en cada escala está basado de algún modo en esta táctica militar, y también es utilizada frecuentemente por aeronaves. Aparece vagamente descrita por Sun Tzu en su tratado militar El arte de la guerra, pero él argumentaba que era mejor dejar una salida al enemigo, ya que preveía que un ejército acorralado y a la desesperada pelearía con más ferocidad. 
Si las pinzas atacantes se encuentran en la retaguardia del enemigo, entonces se dice que el enemigo está «embolsado». Por definición, un doble embolsamiento conduce al ejército atacante a enfrentar al enemigo de frente, en los dos flancos y en la retaguardia. Tales batallas suelen saldarse con la rendición o la destrucción de la fuerza embolsada, a no ser que esta cuente con ayuda externa que pueda abrir una ruta de retirada. El doble envolvimiento de Aníbal en la batalla de Cannas en el año 216 a. C. es visto por historiadores militares como una de las más grandes maniobras en un campo de batalla de toda la historia militar, y es citado como el primer uso exitoso de un movimiento de pinzas registrado en detalle.

## Otras lecturas
- Manual de entrenamiento del Ejército de los Estados Unidos; diagrama de diferentes modos de ataque, incluyendo el doble embolsamiento.
- Ensayo de GlobalSecurity.org con una sección de enbolsamientos.
- Documento académico de diagramas militares, con un diagrama de un doble embolsamiento.
- Mapa del doble envolvimiento de Georgi Zhúkov en la batalla de Stalingrado.

- Datos: Q146889